# 지구 생태용량 초과의 날

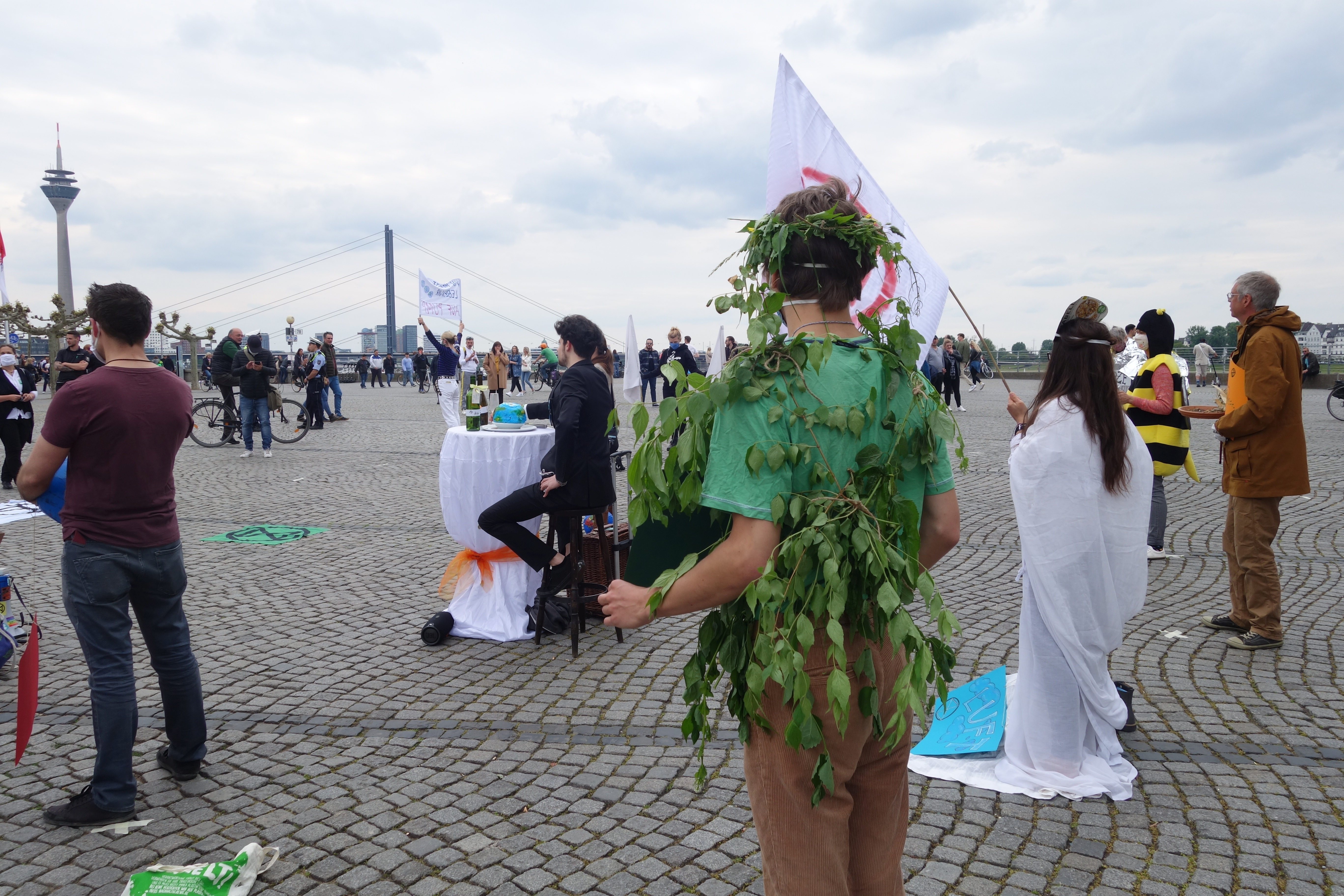

지구 생태용량 초과의 날(Earth Overshoot Day)은 물, 공기, 토양 등 자원에 대한 인류의 수요가 지구의 생산 및 폐니알 능력을 초과하게 되는 시점을 일컫는 말로, 이날로 인류는 한 해에 주어진 생태 자원을 모두 소진하게 된다. 따라서 생태용량 초과의 날을 맞이한 뒤에는 "바다와 숲이 흡수할 수 있는 것보다 많은 탄소를 배출하고, 보다 많은 물고기를 잡게 되며, 보다 많은 나무를 자르고, 보다 많이 수확하며, 지구가 생산할 수 있는 양보다 많은 물을 사용"하게 되며, 이는 곧 미래 세대에게 생태적 빚을 지게 되는 것을 의미한다.
1960년대에는 지구가 복원할 수 있는 생태자원의 3/4밖에 사용하지 않았으나 1970년대 급속한 산업화가 이루어지면서 인류의 생태자원 소비는 자연의 재생 능력을 넘어섰고, 이에 대한 경각심을 고취시키기 위해 지구생태발자국네트워크(GFN)이 선포한 것이 생태용량 초과의 날이다. 생태자원의 소비가 가장 큰 나라는 오스트레일리아로 세계인이 오스트레일리아인처럼 생활한다면 이를 감당하기 위해 5.4개의 지구가 필요하다. 한편, 국가 면적 대비 1인당 소비량이 가장 큰 곳은 대한민국으로 현재의 소비를 감당하기 위해서는 8.4배의 땅을 추가로 필요로 한다. 다음에 이르는 나라는 7.0배의 땅을 필요로 하는 일본이며, 중화인민공화국은 6위에 이름을 올렸다.
1986년부터 선정되었으며, 매년 시점이 앞당겨지고 있다. 세계 인구가 현재 추세로 사용하는 자원은 지구가 1.7개 있어야 감당할 수 있는 규모이며, 2030년이 되면 지구 2개에 해당하는 자원을 소비하게 될 것으로 분석하고 있다.
마티스 웨커네이걸 GFN 대표는 "가장 큰 문제는 인류의 부채가 점점 커지고 있다는 점이 아니라 지구가 장기적으로 유지될 수 없다는 점"이라며 "인류는 생태적 적자상태에 있으면서도 상황을 개선하기 위한 행동을 취하지 않고 있다"고 말했다.

## 산출 방식
산출 방법은 인간의 생태발자국(Ecological Footprint)을 계산하고 생태계의 자원 재생산 능력인 생태용량(Biocapacity)를 비교하는데, 과거 인구와 소비 증가율, 세계 총 생산량과 자원소비에 기초하여 예상 수치를 낸다. 이는 영국 신경제재단(New Economics Foundation)이 제안한 개념이다.
지구 생태용량 초과의 날 = [(지구 생태 용량) / (지구 생태발자국)] X 365
| 연도별 생태용량 초과의 날 | 연도별 생태용량 초과의 날 | 연도별 생태용량 초과의 날 | 연도별 생태용량 초과의 날 |
| 연도                      | 날짜                      | 연도                      | 날짜                      |
| ------------------------- | ------------------------- | ------------------------- | ------------------------- |
| 1987년                    | 12월 19일                 | 2012년                    | 8월 22일                  |
| 1990년                    | 12월 7일                  | 2013년                    | 8월 20일                  |
| 1995년                    | 11월 21일                 | 2014년                    | 8월 19일                  |
| 2000년                    | 11월 1일                  | 2015년                    | 8월 13일                  |
| 2005년                    | 10월 20일                 | 2016년                    | 8월 8일                   |
| 2007년                    | 10월 26일                 | 2017년                    | 8월 2일                   |
| 2008년                    | 9월 23일                  | 2018년                    | 8월 1일                   |
| 2009년                    | 9월 25일                  | 2019년                    | 7월 29일                  |
| 2010년                    | 8월 21일                  | 2020년                    | 8월 22일                  |
| 2011년                    | 9월 27일                  |                           |                           |